# Parti galléguiste (1931)
Le Parti galléguiste (Parti galicien) est un parti nationaliste galicien fondé en décembre 1931. Il a acquis une notoriété à l'époque de la Seconde République.  
Le PG regroupait un certain nombre d'intellectuels historiques galiciens et a joué un rôle décisif dans l'élaboration du statut d'autonomie galicien.